# Уоттс, Карл
Карл Юджин Уоттс (англ. Carl Eugene Watts; 7 ноября 1953, Киллин, Техас — 21 сентября 2007, Джэксон, Мичиган) — американский серийный убийца, действовавший в 1970-х и начале 1980-х на территории штатов Мичиган, Техас и на территории Канады. Исключительность делу Уоттса придает тот факт, что обладая заурядной внешностью и способностями, ему тем не менее в течение ряда лет удалось совершить ряд идеальных убийств, не оставив никаких изобличающих улик и зацепок следствию, вследствие чего истинный масштаб его преступных деяний так и остался неизвестен.
После ареста Уоттсу было предложено совершить уникальное в истории США соглашение о признании вины, он дал признательные показания в совершении более 30 убийств в обмен на иммунитет от судебного преследования, вследствие чего был осужден только по обвинению в совершении кражи при как минимум 12 доказанных убийствах, что не имело прецедентов в истории.

## Ранние годы
Карл Юджин Уоттс родился 7 ноября 1953 года в семье Ричарда и Дороти Уоттс на военной базе Форт-Худ в городе Киллин, штат Техас, где его отец проходил военную службу. Карл был старшим в семье из двоих детей. Вскоре после его рождения семья перебралась в штат Западная Виргиния. В 1955 году его родители развелись, вследствие чего мать Уоттса забрала детей и уехала к родственникам в Детройт, штат Мичиган, где вышла замуж за другого человека и родила впоследствии еще двоих детей. Детские и юношеские годы Карл провел в Детройте и воспитывался в основном бабушкой. В 1962 году Карл в возрасте 9 лет заболел менингитом, который привел к тяжелым патологиям. Он потерял общую способность к обучению, у него развилась антероградная амнезия, благодаря чему, обучаясь в третьем классе, он был вынужден остаться на второй год обучения. Уоттс посещал школу Northeastern High School. В школьные годы он занимался боксом и играл за школьную команду по американскому футболу.
На этом поприще он достиг определенных успехов — в конце 1960-х он выиграл престижный турнир по боксу «Золотые перчатки» в своей весовой категории среди местных бойцов и стал самым успешным игроком школьной команды по футболу, но не пользовался популярностью в школе из-за своего агрессивного и деструктивного поведения, которое он проявлял по отношению к другим ученикам школы.  Вследствие этого Карл подвергался дисциплинарным взысканиям со стороны администрации школы и заслужил репутацию хулигана. На основании тестов у Уоттса был выявлен порог коэффициента интеллекта от 68 до 75 баллов, что квалифицировалось как порог умственной отсталости.
25 июня 1969 года Карл совершил первое серьезное правонарушение, совершив нападение на 26-летнюю Джоанн Гэйв, в ходе которого попытался задушить женщину. Столкнувшись с сопротивлением жертвы, Карл не сумел завершить задуманное и был вынужден бежать. Он был вскоре арестован и подвергнут допросу, в ходе заявил, что мотивом совершения преступления послужило навязчивое стремление совершить физическое насилие, в связи с чем он был подвергнут судебно-медицинской экспертизе в психиатрической клинике «Lafayette Mental Clinic» в городе Детройт. В ходе экспертизы у него были выявлены признаки шизотипического расстройства личности, вследствие чего он был признан социально-опасным для общества, но не был осужден. Оказавшись на свободе в ноябре 1969 года, Карл начал демонстрировать признаки антисоциальности и увлекаться наркотическими веществами, благодаря чему в период с 1969 по 1973 год он несколько раз подвергался аресту за антиобщественные выходки и проходил амбулаторное лечение в психиатрической клинике.
В 1973 году Карл окончил школу. Его спортивные достижения позволили ему получить футбольную стипендию в колледже «Lane College», расположенном в городе Джэксон, штат Теннесси,  где он начал выступать в основном составе команды колледжа по американскому футболу. После получения травмы в конце 1973 года Уоттс завершил свою футбольную карьеру и бросил колледж. Он вернулся в Детройт, где в течение 6 месяцев был вынужден заниматься низкоквалифицированным трудом. В целях получения квалифицированной специальности Карл поступил летом того же года в «Университет Западного Мичигана» и переехал в город Каламазу. Однако уже в течение первого семестра Уоттс быстро потерял интерес к учебному процессу, начал злоупотреблять хроническими прогулами и проявлять признаки антисоциальности.

## Ранняя криминальная деятельность
В октябре 1974 года Уоттс был пойман во время совершения кражи в общежитии Университета, но дело до суда не дошло и инцидент был урегулирован в досудебном порядке. 25 октября того же года Карл совершил нападение на Ленор Книзацки, студентку Университета, которая проживала в общежитии. В ходе нападения Уоттс избил девушку и совершил попытку удушения, после чего жертва потеряла сознание, а преступник скрылся. 30 октября 1974 года была убита 19-летняя Глория Стил, которая получила 33 ножевых ранения. В ходе расследования нашлись свидетели, которые заявили, что в день убийства девушки по территории общежития бродил молодой чернокожий человек, который искал местожительство некоего Чарльза. 12 ноября Карл Уоттс совершил очередное нападение в общежитии учебного заведения. В тот день он проник в комнату студентки Дайаны Уильямс во время телефонного разговора девушки с ее мужем. В ходе нападения Уильямс оказала сопротивление и стала кричать, после чего Уоттс покинул место преступления, не причинив жертве серьезного вреда здоровью. Уильямс обратилась в полицию и дала описание внешности преступника. В ходе опроса жителей комплекса ряд студентов идентифицировали Карла Уоттса с тем неизвестным чернокожим, который пытался проникнуть в комнаты студенток, имитируя пропажу друга, на основании чего Карл Уоттс был арестован 16 ноября 1974 года и ему были предъявлены обвинения в совершении двух нападений.
Во время допроса Уоттс признал факт того, что пытался знакомиться со студентками, имитируя пропажу знакомого по имени Чарльз, и вынужденно признал, что в день убийства Глории Стил находился в общежитии. Тем не менее он категорически отказался признать себя виновным в ее убийстве. В декабре 1974 года Уоттс неожиданно признался в 15 случаях нападения на молодых девушек в период с июня по ноябрь того года. В ходе проведенного обыска его апартаментов не было найдено никаких улик, изобличающих его в совершении убийств и других преступлений, в связи с чем он был направлен на судебно-медицинскую экспертизу в психиатрическую клинику «Kalamazoo Mental Hospital», где у него было диагностировано антисоциальное расстройство личности. В январе 1975 года Карл совершил попытку самоубийства, вследствие чего был этапирован в Центр судебной медицины для дальнейшего психиатрического освидетельствования. В результате многомесячного психиатрического освидетельствования он был признан вменяемым, на основании чего был осужден в декабре 1975 года и получил в качестве наказания 1 год лишения свободы. В августе 1976 года он вышел на свободу и вернулся в Детройт к матери. Вскоре после освобождения Уоттс женился на школьной подруге, которая родила ему дочь. Однако семейная жизнь не заладилась и в 1979 году после развода Карл женился на другой женщине. Вскоре после свадьбы он стал демонстрировать девиантное поведение, после чего в Детройте и в его окрестностях произошла серия убийств молодых девушек и женщин.

## Серия убийств
21 сентября 1979 года в одном из пригородов Детройта было найдено безголовое тело 32-летней Малак Хаддад. Через месяц, 8 октября в Детройте была найдена задушенной 22-летняя Пегги Почмар, которая не подвергалась сексуальному насилию и ограблению. Через несколько дней после убийства Почмар Карл Уоттс был арестован за попытку нападения на женщину, однако он не был осужден и отделался административным штрафом. 31 октября того же года было найдено тело 44-летней Джин Клайн, которая умерла от получения 13 ножевых ранений. Перед смертью жертва, как и другие, не подверглась изнасилованию и ограблению. В декабре 1979 года была зарезана в одном из пригородов Детройта 36-летняя Хелен Датчер. Свидетель убийства впоследствии дал описание внешности преступника, на основании чего был составлен фоторобот подозреваемого, которому очень хорошо соответствовал Уоттс. В ходе расследования Уоттс попал в число подозреваемых, но никаких обвинений ему впоследствии предъявлено не было. В марте 1980 года в Детройте была убита 23-летняя Хейзел Конноф, которая, как и предыдущие жертвы, не была ограблена и не подверглась изнасилованию.
Через несколько дней была задушена еще одна жительница Детройта, 26-летняя Дениз Данмор, которая перед смертью также не подверглась сексуальному насилию. С апреля по сентябрь 1980 года аналогичные убийства произошли в городе Анн-Арбор, где были убиты 17-летняя Ширли Смолл, 26-летняя Гленда Ричмонд и 26-летняя Ребекка Хафф. Все они, как и девушки, убитые в Детройте, были белыми и были убиты в воскресенье ранним утром, благодаря чему убийца получил прозвище «Воскресный мясник» (анл. Sunday Morning Slasher). 13 июля того же года в другом пригороде Детройта под названием «Сауггейт» было совершено нападение на 22-летнюю девушку, в результате которого она получила ножевое ранение в горло, но впоследствии выжила. Через несколько минут после преступления дорожной полицией был остановлен автомобиль Карла Уоттса, которому был выписан штраф за нарушение правил дорожного движения. 1 ноября в полицию обратилась 30-летняя жительница Детройта, которая заявила, что подверглась нападению чернокожего молодого мужчины. Во время допроса ей был предоставлен ряд фотографий преступников, соответствующих приметам нападавшего и осужденных за аналогичные преступления в прошлом, в ходе осмотра жертва преступления указала на несколько фотографий, в числе которых оказалась фотография Уоттса.
15 ноября 1980 года Уоттс появился в городе Анн-Арбор, где был замечен в проявлении девиантного поведения по отношению к женщинам. В течение двух часов он совершил несколько попыток знакомств с несколькими девушками, после чего был замечен в преследовании их. Своими действиями он привлек внимание полиции и в итоге был задержан.  Его автомобиль был подвергнут обыску, в ходе которого была найдена записка с именем девушки и ее номером телефона, несколько замытых пятен крови и различные слесарные инструменты. Тем не менее, из-за отсутствия ордера на его арест, Карла были вынуждены отпустить. В ходе расследования серии убийств, учитывая криминальное прошлое Уоттса, 21 ноября 1980 года он был объявлен основным подозреваемым и за ним была установлена слежка. 29 января 1981 года Карл Уоттс был арестован и доставлен в полицейский участок, где был подвергнут  допросу, который продолжался 5 часов. Во время допроса Уоттс отверг все обвинения в причастности к убийствам девушек в Детройте, Анн-Арборе и Канадском городе Виндзор и заявил о своей невиновности. Из-за отсутствия улик и доказательств причастности его к совершению преступлений, его в очередной раз были вынуждены отпустить, после чего в марте 1981 года Карл покинул Мичиган и переехал в штат Техас. Сменив несколько мест жительства, он в сентябре того же года переехал в город Хьюстон, где нашел работу автомеханика в одной из транспортных компаний, после чего в городе произошла новая серия нападений и убийств молодых девушек.

## Разоблачение
23 мая 1982 года Карл Уоттс проник в квартиру, в которой проживали две девушки Лори Листер и Мелинда Агиллар, после чего совершил на них нападение. Оказав яростное сопротивление, Агиллар сумела сбежать из квартиры и вызвать полицию. Явившись на место преступления, полиция арестовала Уоттса во время попытки утопить Лори Листер в ванной. После ареста Уоттс был доставлен в окружную тюрьму округа Харрис, где он был подвергнут допросу. Уоттс настаивал на своей невменяемости, вследствие чего он был этапирован для освидетельствования в государственную клинику «Rusk State Hospital». В июле того же года он на основании тестов у него была диагностирована параноидная шизофрения, но он был признан вменяемым, после чего в начале августа ему было предложено совершить сделку с правосудием. Несмотря на отсутствие изобличающих улик и тот факт, что большинство из знакомых и друзей Уоттса отзывались о нем крайне положительно, Карл на основании условий соглашения о признании вины,  11 августа 1982 года дал признательные показания  в совершении убийств 22-летней Линды Тилли, 25-летней Элизабет Монтгомери, 27-летней Филлис Тамм, 25-летней Маргарет Фосси, 20-летней Елена Семандер, 21-летней Иоланды Гарсия, 32-летней Кэрри Джефферсон, 25-летней Сюзанны Сирлс и 20-летней Мишель Мэдэй, которые все были убиты на территории Хьюстона в период с сентября 1981 года по май 1982 года. Также он признался в убийстве 34-летней Эдит Ледит в городе Галвестон и в убийстве 14-летней Эмили Лакуа, совершённом на территории города Брукшир, в обмен на иммунитет от судебного преследования.
Через 3 дня он дал показания еще по одному смертельному эпизоду и по трем эпизодам нападения на девушек, которые не увенчались успехом. Также Уоттс согласился в обмен на иммунитет от судебного преследования по обвинению в других убийствах — дать показания в совершении как минимум 12 убийств на территории Детройта, Анн-Арбора и Виндзора, однако власти штата Мичиган отказались от предоставления иммунитета, вследствие чего еще одного соглашения о признании вины не состоялось и масштаб преступлений Уоттса на территории штата Мичиган остался неизвестным. В качестве мотива убийств Карл указал мизогинию. На основании сделки с правосудием Уоттс был признан виновным в совершении кражи, попытке нападения и получил в качестве наказания 60 лет лишения свободы в сентябре 1982 года.

## В заключении
После осуждения адвокаты Уоттса подали апелляцию на необоснованный, по их мнению, приговор. Апелляция была удовлетворена, вследствие чего уголовное наказание для осужденного было снижено до 24 лет лишения свободы. Дата его освобождения была назначена на май 2006 года. Во избежание этого генеральный прокурор штата Мичиган в январе 2004 года посредством телевидения обратился к жителям Детройта и его пригородов с целью найти свидетелей убийств девушек и женщин, в совершении которых подозревался Карл Юджин Уоттс. В результате этих мер в полицию позвонил житель Детройта по имени Джозеф Фой, который утверждал, что был свидетелем убийства 36-летней Хелен Датчер, убитой в 1979 году. Фой идентифицировал убийцу как Карла Уоттса, на основании чего Уоттсу были предъявлены обвинения в убийстве Датчер. Несмотря на то, что адвокаты подсудимого и ряд присяжных заседателей ставили под сомнение способность свидетеля запомнить детали внешности преступника во время совершения убийства вечером 14 декабря 1979 года и ставили под сомнение достоверность его показаний спустя 25 лет после инцидента, только лишь на основании его свидетельства 16 ноября 2004 года решением большинства жюри присяжных заседателей был вынесен вердикт о виновности Карла, после чего он был приговорен к пожизненному лишению свободы. В 2007 году Уоттсу были предъявлены обвинения в убийстве Глории Стил, в убийстве которой он подозревался еще в 1974 году. Так как отсутствовали улики и другие доказательства причастности подсудимого к совершению убийства, а вся доказательная база обвинения строилась на разрозненных и недостоверных показаниях нескольких свидетелей,  Карл и его адвокаты во время судебного процесса заявили о предвзятости властей по отношению к нему. Во время суда в отношении Карла была нарушена презумпция невиновности, когда прокуратура и впоследствии СМИ заявили, что Уоттс причастен к более чем 80 убийствам девушек и женщин, убийца которых продемонстрировал модус операнди, схожий с образом действия Карла, что, тем не менее, на суде доказать не удалось. Интенсивная огласка по делу Уоттса, как и сам эффект гласности, по мнению многих, способствовал социальным предрассудкам в деле его осуждения. Несмотря на это, в середине сентября 2007 года он был признан виновным в убийстве Глории Стил и получил в качестве наказания еще один срок в виде пожизненного лишения свободы.

## Смерть
В середине 2000-х у Карла Уоттса начались проблемы со здоровьем. У него был диагностирован рак предстательной железы, от осложнений которого он умер 21 сентября 2007 года, находясь в тюремном госпитале.